# 니시비와지마정
니시비와지마정(西枇杷島町)은 아이치현 니시카스가이군에 설치되었던 정이다.
2005년 7월 7일, 기요스정 및 신카와정과 합병해 기요스시가 되었다.

## 역사
- 1889년 10월 1일 - 정촌제 시행으로 니시카스가이군 니시비와지마정이 성립하였다.
- 2005년 7월 7일 - 니시카스가이군 기요스정 및 신카와정과 신설 합병해 기요스시가 성립하였다. 동일 니시비와지마정은 폐지되었다.

## 교통

### 철도
- 도카이 여객철도
  - 도카이도 본선

- 나고야 철도
  - 나고야 본선
  - 이누야마 선

- 도카이 교통사업
  - 조호쿠 선

### 도로
- 국도 제22호선